# Hyphessobrycon pulchripinnis
Cá vàng kỳ hay cá vây vàng, cá tetra chanh (Danh pháp khoa học: Hyphessobrycon pulchripinnis) là một loài cá nước ngọt nhiệt đới thuộc họ Characidae. Đây là loài cá được ưa chuộng nuôi làm cá cảnh vì màu sắc bắt mắt của chúng

## Đặc điểm
Cá vàng kỳ có thể màu vàng chanh, vây lưng và vây hậu môn có pha viền màu đen, và con mắt chúng màu đỏ. Cá đực thường có kích thước lớn hơn và màu sắc rực rỡ hơn cá mái. Cá vàng kỳ hoạt động mọi tầng nước. Cá vàng kỳ trên cơ thể có màu vàng chanh phối với những viền đen trên các kỳ tạo nên vẻ đẹp cuốn hút người chơi cá cảnh, cá vàng kỳ sỡ hữu tròng mắt đỏ óng ánh và tập tính bới theo bầy nên được nhiều người lựa chọn làm loài cá nuôi trong hồ thủy sinh.
Trong bể thủy sinh có thể nuôi chung với các loài cá cùng họ và các loài cá cùng kích thước. Nuôi chung nhiều cá trống và mái để chúng bắt cặp, trong bể cần có nhiều cây thủy sinh để cá mái đẻ trứng lên lá, Sau khi cá mái đẻ trứng hoàn tất thì cần tách cá bố mẹ ra hồ khác để tránh tình trạng chúng ăn trứng. Cá vàng kỳ là loài ăn tạp